# Doseerpomp
Een doseerpomp is een positief-verplaatsingspomp die chemische producten  in chemische processen aanvoert.

## Werking
Bij doseerpompen (oscillerende positieve verdringingspompen) wordt een gedefinieerd vloeistofvolume in de teruggaande slag aangezogen en bij de persslag in de doseerleiding gebracht. De doseercapaciteit is door het instellen van het slagvolume en de doseerslagen per tijdeenheid te veranderen. Zo wordt een gelijkblijvende nauwkeurige dosering behaald zelfs bij variërende tegendruk.

## Soorten doseerpompen

### Magneetdoseerpomp

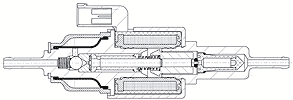
Additiefdoseerpomp

Magneetdoseerpompen zijn de meest toegepaste pompen en voldoen voor vele toepassingen. Voordelen zijn de geringe lage kosten en de relatief hoge drukken die bereikt kunnen worden. Nadelen zijn de schoksgewijze doseringen (afhankelijk van de instelbaarheid van de pulsfrequentie) en dat ze niet altijd goed zelfaanzuigend zijn.

### Slangendoseerpomp

Principe van een slangendoseerpomp

Een slangenpomp is een positief-verplaatsingspomp die chemische producten  in chemische processen aanvoert door middel van een darm die verschillende diktes heeft. Na het gebruik moet men de darm vervangen om geen contaminatie te hebben van de verschillende chemische stoffen.
Slangendoseerpompen zijn duurder in aankoop maar bieden wel meerdere voordelen zoals de slang (het transportmedium) van vele materiaalsoorten te fabriceren zodat het bestendiger is tegen elke (agressieve) vloeistof. Tevens is door het toepassen van zeer dunne slangen de doseerhoeveelheid te beperken tot uiterst geringe debieten. Slangenpompen zijn doorgaans ook goed zelfaanzuigend.